# Florence Baverel-Robert
Florence Andrée Isabelle Baverel-Robert (ur. 24 maja 1974 w Pontarlier) – francuska biathlonistka, dwukrotna medalistka olimpijska, wielokrotna medalistka mistrzostw świata, mistrzyni Europy.

## Kariera
W Pucharze Świata zadebiutowała 8 grudnia 1994 roku w Bad Gastein, zajmując 43. miejsce w biegu indywidualnym. Pierwsze punkty wywalczyła 16 grudnia 1994 roku w tej samej miejscowości, gdzie zajęła 20. miejsce w sprincie. Pierwszy raz na podium zawodów pucharowych stanęła 26 stycznia 1995 roku w Ruhpolding, gdzie bieg indywidualny ukończyła na drugiej pozycji. W zawodach tych rozdzieliła Swietłanę Paramyginę z Białorusi i Włoszkę Nathalie Santer. W kolejnych startach jeszcze 13 razy stanęła na podium, odnosząc przy tym jedno zwycięstwo: 12 lutego 2006 roku w Turynie była najlepsza w sprincie. Ostatni raz w czołowej trójce znalazła się 28 lutego 2007 roku w Lahti, gdzie była druga w biegu indywidualnym, ulegając tylko Niemce Andrei Henkel. Najlepsze wyniki osiągnęła w sezonie 1995/1996, kiedy zajęła szóste miejsce w klasyfikacji generalnej.
Pierwszy medal zdobyła w 1995 roku, wspólnie z koleżankami z reprezentacji zwyciężając w sztafecie podczas mistrzostw Europy w Grand-Bornand. W tym samym roku zajęła też drugie miejsce w sztafecie na mistrzostwach świata w Anterselvie. Na rozgrywanych rok później mistrzostwach świata w Ruhpolding ponownie była druga w sztafecie, zajmując też trzecie miejsce w biegu drużynowym. Podczas mistrzostw świata w Kontiolahti/Oslo w 1999 roku wystartowała tylko w dwóch konkurencjach. W biegu indywidualnym zajęła 20. miejsce, jednak w sztafecie Francuzki wywalczyły brązowe medale.
Indywidualnie na podium zawodów tego cyklu pierwszy raz stanęła mistrzostwach świata w Oslo w 2000 roku, gdzie była trzecia w biegu pościgowym. Uległa tam jedynie Magdalenie Forsberg ze Szwecji i Niemce Uschi Disl. Kolejny medal zdobyła sześć lat później, kiedy sztafeta mieszana Francji w składzie: Florence Baverel-Robert, Vincent Defrasne, Sandrine Bailly i Raphaël Poirée zajęła trzecie miejsce na mistrzostwach świata w Pokljuce. Ostatnie medale zdobywała podczas mistrzostw świata w Anterselvie w 2007 roku. Najpierw zdobyła srebrny medal w biegu indywidualnym, plasując się między Norweżką Lindą Grubben a Niemką Martiną Glagow. Dzień później Francuzki zdobyły srebrny medal w sztafecie, a ponadto Baverel-Robert znalazła się także w składzie sztafety mieszanej, która również stanęła na drugim stopniu podium.
W 1998 roku wystartowała na igrzyskach olimpijskich w Nagano, gdzie indywidualnie plasowała się poza czołową 40-tką, a w sztafecie zajęła ósme miejsce. Na rozgrywanych cztery lata później igrzyskach w Salt Lake City zajęła między innymi piąte miejsce w sprincie, dziewiąte w sztafecie i jedenaste w biegu indywidualnym. Brała też udział w igrzyskach olimpijskich w Turynie, gdzie zdobyła dwa medale. W sprincie okazała się najlepsza, wyprzedzając Szwedkę Annę Carin Zidek i Liliję Jefremową z Ukrainy. Ponadto razem z Delphyne Peretto, Sylvie Becaert i Sandrine Bailly zajęła trzecie miejsce w sztafecie. Zajęła tam też między innymi piąte miejsce w biegu masowym.

## Osiągnięcia

### Igrzyska olimpijskie
| Rok  | Miejscowość    | Konkurencje | Konkurencje | Konkurencje | Konkurencje | Konkurencje | Konkurencje | Konkurencje |
| Rok  | Miejscowość    | IN          | SP          | PU          | MS          | RL          | MR          | SR          |
| ---- | -------------- | ----------- | ----------- | ----------- | ----------- | ----------- | ----------- | ----------- |
| 1998 | Nagano         | 63.         | 43.         | nd.         | nd.         | 8.          | nd.         | –           |
| 2002 | Salt Lake City | 11.         | 5.          | 14.         | nd.         | 9.          | nd.         | –           |
| 2006 | Turyn          | 26.         | 1.          | 13.         | 5.          | 3.          | nd.         | –           |

### Mistrzostwa świata
| Rok  | Miejscowość      | Konkurencje | Konkurencje | Konkurencje | Konkurencje | Konkurencje | Konkurencje | Konkurencje |
| Rok  | Miejscowość      | IN          | SP          | PU          | MS          | RL          | MR          | SR          |
| ---- | ---------------- | ----------- | ----------- | ----------- | ----------- | ----------- | ----------- | ----------- |
| 1995 | Anterselva       | 22.         | 10.         | nd.         | nd.         | 2.          | nd.         | –           |
| 1996 | Ruhpolding       | 33.         | 9.          | nd.         | nd.         | 2.          | nd.         | –           |
| 1998 | Pokljuka         | nd.         | nd.         | 12.         | nd.         | nd.         | nd.         | –           |
| 1999 | Kontiolahti/Oslo | 20.         | –           | –           | –           | 3.          | nd.         | –           |
| 2000 | Oslo             | 56.         | 32.         | 3.          | 10.         | 4.          | nd.         | –           |
| 2001 | Pokljuka         | 14.         | 21.         | 24.         | 19.         | 5.          | nd.         | –           |
| 2002 | Oslo             | nd.         | nd.         | nd.         | 12.         | nd.         | nd.         | –           |
| 2003 | Chanty-Mansyjsk  | 9.          | 27.         | 46.         | 16.         | 5.          | nd.         | –           |
| 2005 | Hochfilzen       | 11.         | 9.          | 8.          | 21.         | 4.          | nd.         | –           |
| 2005 | Chanty-Mansyjsk  | nd.         | nd.         | nd.         | nd.         | nd.         | 6.          | –           |
| 2006 | Pokljuka         | nd.         | nd.         | nd.         | nd.         | nd.         | 3.          | –           |
| 2007 | Anterselva       | 2.          | 21.         | 6.          | 10.         | 2.          | 2.          | –           |

### Puchar Świata

#### Miejsca w klasyfikacji generalnej
| Sezon     | Miejsce |
| --------- | ------- |
| 1994/1995 | 7.      |
| 1995/1996 | 6.      |
| 1996/1997 | 47.     |
| 1997/1998 | 10.     |
| 1998/1999 | 32.     |
| 1999/2000 | 18.     |
| 2000/2001 | 26.     |
| 2001/2002 | 9.      |
| 2002/2003 | 30.     |
| 2004/2005 | 20.     |
| 2005/2006 | 10.     |
| 2006/2007 | 5.      |

#### Miejsca na podium chronologicznie
| Lp. | Dzień       | Rok  | Miejscowość | Konkurencja                | Lokata | Pudła   | Czas biegu | Strata  | Zwycięzca                  |
| --- | ----------- | ---- | ----------- | -------------------------- | ------ | ------- | ---------- | ------- | -------------------------- |
| 1.  | 26 stycznia | 1995 | Ruhpolding  | Bieg indywidualny na 15 km | 2.     | 1+0+0+0 | 45:41,5    | +48,3   | Swietłana Paramygina       |
| 2.  | 28 stycznia | 1995 | Ruhpolding  | Sprint na 7,5 km           | 2.     | 0+0     | 21:20,7    | +5,0    | Magdalena Forsberg         |
| 3.  | 20 stycznia | 1996 | Osrblie     | Sprint na 7,5 km           | 2.     | 0+0     | 21:47,1    | +3,7    | Emmanuelle Claret          |
| 4.  | 14 marca    | 1996 | Hochfilzen  | Bieg indywidualny na 15 km | 3.     | 0+1+0+0 | 50:42,1    | +26,8   | Simone Greiner-Petter-Memm |
| 5.  | 3 marca     | 1997 | Pokljuka    | Bieg indywidualny na 15 km | 2.     | 0+0+0+0 | 31:44,8    | +48,0   | Magdalena Forsberg         |
| 6.  | 12 lutego   | 2000 | Östersund   | Sprint na 7,5 km           | 3.     | 0+0     | 21:26,4    | +54,1   | Galina Kuklewa             |
| 7.  | 20 lutego   | 2000 | Oslo        | Bieg pościgowy na 10 km    | 3.     | 0+0+0+0 | 32:17,7    | +42,4   | Magdalena Forsberg         |
| 8.  | 10 marca    | 2002 | Östersund   | Bieg pościgowy na 10 km    | 2.     | 0+0+0+0 | 30:15,4    | +10,0   | Magdalena Forsberg         |
| 9.  | 15 grudnia  | 2005 | Osrblie     | Bieg indywidualny na 15 km | 3.     | 0+0+0+1 | 44:27,7    | +1:09,6 | Swietłana Iszmuratowa      |
| 10. | 16 lutego   | 2006 | Turyn       | Sprint na 7,5 km           | 1.     | 0+0     | 22:31,4    | –       | –                          |
| 11. | 9 marca     | 2006 | Pokljuka    | Sprint na 7,5 km           | 3.     | 1+0     | 21:07,9    | +27,1   | Linda Grubben              |
| 12. | 12 stycznia | 2007 | Ruhpolding  | Sprint na 7,5 km           | 3.     | 0+0     | 24:24,0    | +37,0   | Sandrine Bailly            |
| 13. | 7 lutego    | 2007 | Anterselva  | Bieg indywidualny na 15 km | 2.     | 0+0+0+0 | 46:24,3    | +1:06,5 | Linda Grubben              |
| 14. | 28 lutego   | 2007 | Lahti       | Bieg indywidualny na 15 km | 2.     | 0+0+0+0 | 49:27,2    | +31,6   | Andrea Henkel              |